# 島津啓次郎

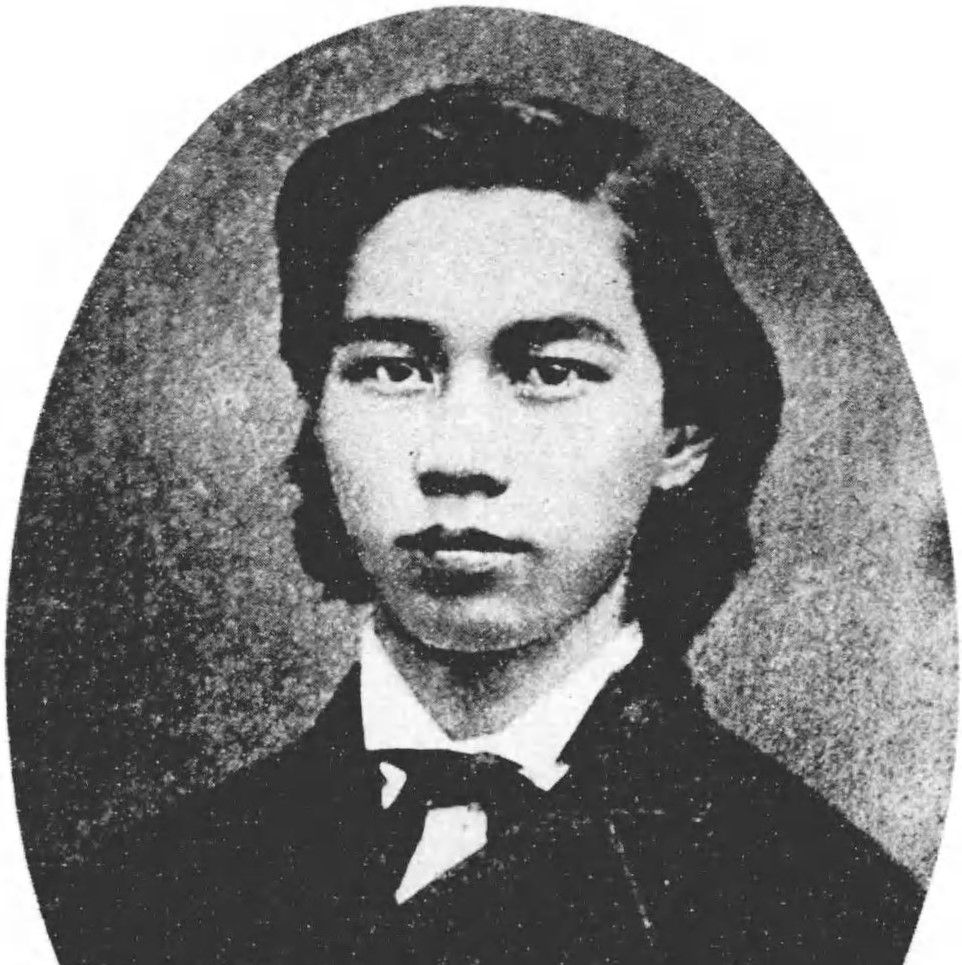
島津啓次郎

島津 啓次郎（しまづ けいじろう、安政4年閏5月25日〈1857年7月16日〉 - 明治10年〈1877年〉9月24日）は、幕末から明治時代初頭の士族。旧佐土原藩出身。旧藩主家出身でありながら西南戦争では薩軍側に加わり、戦死した。

## 略伝

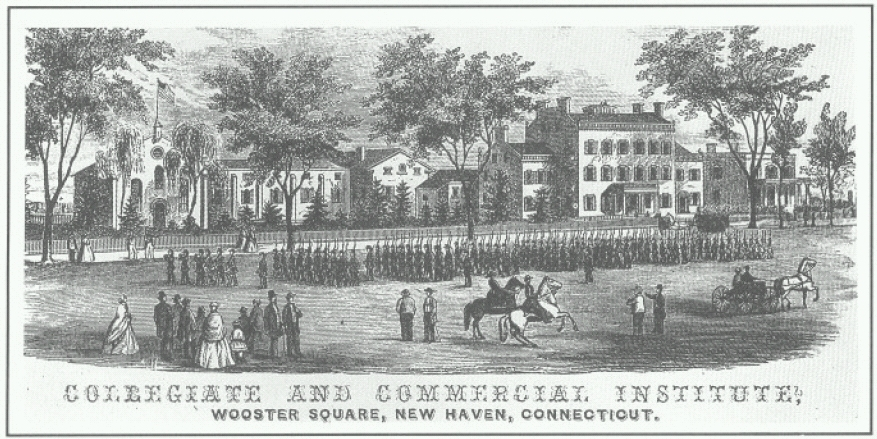
町田啓次郎名で島津が学んだニューヘイブン (コネチカット州)のカレッジエイト・アンド・コマーシャル・インスティチュート

安政4年（1857年）、佐土原にて誕生する。第11代佐土原藩主・島津忠寛の三男で、母は側室。3歳の時に家老家に当たる町田氏に養子に出される。10歳の時、鹿児島に遊学、翌年さらに東京に移り、勝海舟門下生となる。啓次郎の才能を見抜いた海舟により推薦され、明治3年（1870年）、薩摩藩藩費留学生として兄・大村純雄らと共に渡米、アナポリス、ニューヘイブン (コネチカット州)、グリンブルドなどで英語、フランス語、文学、数学等を学ぶ。アナポリスではアナポリス海軍兵学校に籍を置いていたこともある。留学中の明治6年（1873年）、留学資格の都合上の理由で町田家との養子縁組を解消、島津家に復籍する。明治9年（1876年）4月に帰国する。
明治政府では名門の出身である啓次郎に、当時設立準備中だった学習院のポストを準備し、意見を聞いたが、この内容に反発し帰郷する。反発した理由は、学習院の設立意図があまりにも旧態依然としたもので、アメリカ式の自由主義に感化されていた啓次郎に耐え難い物だったからといわれる。この時、師匠である海舟に西郷隆盛宛の紹介状を書いてもらったことから隆盛と面識を得る。郷里では廃仏毀釈により廃寺となっていた寺を利用して私塾を開いた。設立から3ヶ月後には周囲の奔走により「しょう文黌」という私学校に発展する。この学校は全寮制で、啓次郎自身も食事当番を務めるなど、アットホームな雰囲気だったようである。
ところがそれと時期を同じくして、西南戦争が勃発する。以前から明治政府の有司専制のやり方に反発していた啓次郎は、家族の反対を押し切り、西郷隆盛の元に駆けつける。しかし、隆盛も啓次郎の参戦を拒否した。理由は啓次郎が若かったことと、主家の島津氏の一族だったことなどによるとされる。しかし、啓次郎は有志約200人と共に押し掛け参軍した。啓次郎率いる「佐土原隊」は熊本城攻防戦などで活躍するが、次第に薩軍側は劣勢となり、田原坂の戦いでの薩軍の大敗北により、啓次郎は佐土原隊と共に宮崎に撤収した。その後、単身上京し、つてをたどって隆盛の助命や事態の打開に務めたが、うまくいかなかった。再び郷里に戻り、薩軍に合流、可愛岳、三田井、椎葉、米良、小林を転々とし、最期は西郷とともに城山にて戦死した。享年21。墓は東京都渋谷区東北寺の佐土原島津家墓所。